# Cervus nippon sichuanicus
Il sika del Sichuan (Cervus nippon sichuanicus Guo, Chen e Wang, 1978) è una delle numerose sottospecie di sika. È stato scoperto solo nel 1978, ma gli studiosi lo hanno subito riconosciuto come una sottospecie a parte. Vive sulle montagne del Sichuan settentrionale e del Gansu meridionale, regioni che occupano le più numerose popolazioni cinesi di sika. Attualmente ne rimangono 500 esemplari, ma il loro numero sembra essere stabile.